# Spiska Cieplica
Spiska Cieplica (słow. Spišská Teplica; niem. Teplitz lub Zeplitz; węg. Szepestapolca, do 1899 r. Szepes-Teplicz) – wieś (obec) na Słowacji położona w kraju preszowskim, w powiecie Poprad. Pierwsze wzmianki o miejscowości pochodzą z roku 1280.
Według danych z dnia 31 grudnia 2016, wieś zamieszkiwało 2267 osób, w tym 1143 kobiety i 1124 mężczyzn.
W 2001 roku rozkład populacji względem narodowości i przynależności etnicznej oraz religijnej wyglądał następująco:
- Słowacy – 95,69%
- Romowie – 1,80%
- Czesi – 0,65%
- Węgrzy – 0,11%
- Niemcy – 0,05%
- Rusini – 0,05%
- Ukraińcy – 0,05%

- katolicy – 91,34%
- ewangelicy – 1,47%
- grekokatolicy – 1,09%
- prawosławni – 0,22%
- husyci – 0,05%
- inni – 0,27%
- niewierzący – 2,78%
- przynależność niesprecyzowana – 2,18%